# Максименко Андрій Юрійович
Андрій Юрійович Максименко (нар. 5 червня 1972) — радянський, український та казахський футболіст, виступав на позиції захисника та півзахисника, згодом — український тренер. Старший тренер команди U-15 ДЮСШ «Металург» (Запоріжжя).

## Клубна кар'єра

### Виступи в запорізьких клубах
Футбольну кар'єру розпочав у 1989 році в складі друголігового запорізького «Торпедо» (З). У своєму дебютному сезоні на професіональному рівні провів 1 поєдинок. Наступного сезону «торпедівці» виступали в Другій нижчій лізі, де Андрій виходив на поле 6 разів. У 1991 році перейшов до вищолігового запорізького «Металурга», але за першу команду в останньому розіграші чемпіонату СРСР не зіграв жодного офіційного поєдинку, а продовжував кар'єру у дублі «козаків», в складі якого відзначився 1 голом. Після розпаду СРСР «Металург» отримав право стартувати в першому розіграші незалежного чемпіонату України серед команд Вищої ліги. Дебютував за першу команду «металургів» 3 березня 1992 року в програному (0:1) виїзному поєдинку 1/8 фіналу кубку України проти стаханівського «Вагонобудівника». Андрій вийшов на поле в стартовому складі та відіграв увесь матч. У Вищій лізі дебютував 5 квітня 1992 року в нічийному (2:2) домашньому поєдинку 7-о туру підгрупи 1 проти сімферопольської «Таврії». Максименко вийшов на поле в стартовому складі та відіграв увесь матч. У складі запорізького «Металурга» у Вищій лізі зіграв 58 матчів, ще 16 поєдинків провів у кубку України.
Під час зимової перерви сезону 1994/95 років перейшов до іншого запорізького клубу — «Віктора». У футболці нового клубу дебютував 1 квітня 1995 року в програному (0:1) домашньому поєдинку 23-о туру Другої ліги проти севастопольської «Чайки». Андрій вийшов на поле в стартовому складі та відіграв увесь матч. За півроку, проведені в команді, зіграв 16 поєдинків у Другій лізі, а по завершенні сезону покинув розташування команди.
У 1995 році повернувся до запорізького «Торпедо», у футболці якого дебютував 2 серпня в програному (0:2) виїзному поєдинку 3-о туру Вищої ліги проти київського «Динамо». Максименко вийшов на поле в стартовому складі та відіграв увесь матч, а на 49-й хвилині отримав жовту картку. Єдиним голом у складі «торпедівців» відзначився 13 жовтня 1996 року на 16-й хвилині переможного (1:0) домашнього поєдинку 11-о туру Вищої ліги проти вінницької «Ниви». Андрій вийшов на поле в стартовому складі та відіграв увесь матч. У «Торпедо» провів два з половиною сезони, за цей час у Вищій лізі відіграв 69 матчів та відзначився 1 голом, ще 5 матчів провів у кубку України.

### «Металург»
Під час зимової паузи сезону 1997/98 років переходить до «Металурга». Дебютував у футболці маріупольців 1 квітня 1998 року в програному (0:1) домашньому поєдинку 1/8 фіналу кубку України проти київського «Динамо». Максименко вийшов на поле в стартовому складі та відіграв увесь матч. У Вищій лізі дебютував за «приазовців» 14 квітня 1998 року в переможному (2:1) домашньому поєдинку 20-о туру проти київського ЦСКА. Андрій вийшов на поле на 46-й хвилині, замінивши Андрія Порохненка. Проте після цього перестав потрапляти до складу «Металурга», а незабаром й взагалі залишив команду.

### Вояж у Казахстан
У 2000 році виїжджає до Казахстану, де отримує місцеве громадянство, після чого підписує контракт з «Женісом». Дебютував у футболці столичного клубу 29 квітня 2000 року в переможному (1:0) домашньому поєдинку 4-о туру Вищої ліги проти кизил-ординського «Кайсару-Гаррікейна». Максименко вийшов на поле на 88-й хвилині, замінивши Юрія Аксьонова. Проте закріпитися в клубі з Астани не зумів, за першу команду провів 5 матчів, решту ж часу захищав кольори «дублю» (14 матчів, 1 гол). По ходу сезону перейшов до іншого казахського клубу, «Восток-Алтин». Дебютував в команді з Усть-Каменогорська 26 серпня 2000 року в програному (0:1) виїзному поєдинку 1/8 фіналу кубку Казахстану проти карагандинського «Шахтаря-Іспат-Кермет». Андрій вийшов на поле в стартовому складі, а на 74-й хвилині його замінив Сергій Обрядов. Єдиний матч у Вищій лізі за «Восток» провів 15 вересня 2000 року, в рамках 26-о туру Вищої ліги проти павлодарського «Іртиша», який з рахунком 2:1 здобув перемогу. Максименко вийшов на поле в стартовому складі, а на 46-й хвилині його замінив Ільшат Мазидуллін. У складі Усть-Каменогорського клубу зіграв 1 матч у чемпіонаті Казахстану та 2 поєдинки в Кубку Казахстану.

### «Олком»
У 2001 році повернувся в Україну та підписав контракт з «Олкомом». Дебютував у футболці мелітомольського колективу 30 липня 2001 року в переможному (2:0) домашньому поєдинку 2-о туру групи Б Другої ліги проти комсомольського «Гірника-спорту». Андрій вийшов на поле в стартовому складі, а на 80-й хвилині його замінив Олександр Тимошевський. У складі «Олкому» зіграв 19 матчів у Другій лізі, а по завершенні сезону залишив клуб.

### Вояж до Узбекистану та завершення кар'єри
У 2004 році досвідчений футболіст виїздить до Узбекистану, де підписує контракт з «Самарканд-Динамо». У складі самаркандського колективу зіграв 12 матчів у Вищій лізі, після чого повернувся до України. Решту сезону провів в аматорському колективі ФК «Ніжин». У 2005 році повернувся до Запоріжжя, де захищав кольори аматорського ЗАлКу, а по завершенні сезону закінчив кар'єру гравця.

## Кар'єра тренера
По завершенні кар'єри гравця розпочав тренерську діяльність. З квітня 2005 по червня 2015 року працював тренером у СДЮШОР «Металург». З липня по грудень 2015 року допомагав тренувати «Металург» U-19. На даний час знову працює в СДЮШОР «Металург», старший тренер команди U-15.